# Sipos István (hangmérnök)
Sipos István (Kiskorpád, 1939. szeptember 4.) Balázs Béla-díjas (1989) hangmérnök.

## Életpályája
Szülei: Sipos István és Vikár Margit voltak. 1953–1957 között a kaposvári Táncsics Mihály Gimnázium diákja volt. 1960–1965 között a Budapesti Műszaki és Gazdaságtudományi Egyetem Villamosmérnöki Karának Híradástechnika szakán tanult. 1960–1964 között a Honvédfilm polgári alkalmazottja volt. 1964–1968 között a Mafilmnál volt mikrofonos. 1968–1991 között a Mafilm hangmérnökeként dolgozott. 1980–1990 között World Travels utazási filmeket készített. 1980–1989 között könnyűzenei hanglemezek hangmérnöke is volt. 1991 óta szabadúszó.
Munkatársa volt: Keleti Márton, Várkonyi Zoltán, Révész György, Huszárik Zoltán, Bódy Gábor, Mészáros Márta, Enyedi Ildikó, Szász János, Kamondi Zoltán.

## Filmjei

### Tévéfilmek
- Villa a Lidón (1971)
- Zenés TV Színház (1972)
- És mégis mozog a föld (1973)
- Privát kopó (1993)
- Régimódi történet (2006)
- Ármány és szerelem Anno 1951 (2011)

### Játékfilmek
- Tisztelet az öregasszonyoknak (1971)
- Levél a kongresszushoz (1971)
- A sípoló macskakő (1971)
- Fuss, hogy utolérjenek! (1972)
- Harminckét nevem volt (1972)
- Emberrablás magyar módra (1972)
- A határozat (1972)
- Magyar vakáció (1972)
- Kakuk Marci (1973)
- Csínom Palkó (1973)
- Idegen arcok (1974)
- A dunai hajós (1974)
- Amerikai anzix (1975)
- Tükörképek (1976)
- A piacere (1976)
- A kard (1977)
- A csillagszemű (1977)
- Amerikai cigaretta (1978)
- Fagyöngyök (1978)
- BUÉK! (1979)
- Tíz év múlva (1979)
- Kentaurok (1979)
- Kinek a törvénye? (1979)
- Mese habbal (1979)
- Csontváry (1980)
- Nárcisz és Psyché (1980)
- Boldogtalan kalap (1981)
- Dédelgetett kedvenceink (1981)
- Kettévált mennyezet (1982)
- Csak semmi pánik… (1982)
- Vőlegény (1982)
- Zizi (1982)
- Talpra, Győző! (1982)
- Kutya éji dala (1983)
- Hatásvadászok (1983)
- Szegény Dzsoni és Árnika (1983)
- Játszani kell (1984)
- Yerma (1984)
- Az elvarázsolt dollár (1985)
- Városbújócska (1985)
- Hajnali háztetők (1986)
- Képvadászok (1986)
- Napló szerelmeimnek (1987)
- Szamárköhögés (1987)
- Eldorádó (1988)
- Rocktérítő (1988)
- Piroska és a farkas (1989)
- Az én XX. századom (1989)
- Szédülés (1990)
- Meteo (1990)
- Napló apámnak, anyámnak (1990)
- Szoba kiáltással (1990)
- A három nővér (1991)
- Hamis a baba (1991)
- A tékozló apa (1992)
- Árnyék a havon (1992)
- Lakatlan ember (1992)
- Kölcsönkapott idő (1993)
- A turné (1993)
- Woyzeck (1994)
- Fényérzékeny történet (1994)
- Bűvös vadász (1994)
- A magzat (1994)
- Sztracsatella (1996)
- Szeressük egymást, gyerekek! (1996)
- A három testőr Afrikában (1996)
- Bolse vita (1996)
- A vád (1996)
- Hosszú alkony (1997)
- Witman fiúk (1997)
- Gyilkos kedv (1997)
- Tamás és Juli (1997)
- Temetés (1998)
- Pannon töredék (1998)
- Minden szuper lesz (1998)
- Simon mágus (1999)
- Közel a szerelemhez (1999)
- Hippolyt (1999)
- Jadviga párnája (2000)
- Glamour (2000)
- A mi gólyánk (2000)
- Torzók (2001)
- Egérút (2001)
- Csodálatos mandarin (2001)
- Hamvadó cigarettavég (2001)
- Kiutazása közérdeket sért (2002)
- Kísértések (2002)
- Tíz perc - Cselló (2002)
- Max (2002)
- Az ember, aki nappal aludt (2003)
- Telitalálat (2003)
- Másnap (2004)
- A temetetlen halott (2004)
- A miskolci boniésklájd (2004)
- Fej vagy írás (2005)
- Budakeszi srácok (2006)
- Ópium – Egy elmebeteg nő naplója (2007)
- Decameron 2007 (2007)
- Hagy (2008)
- Utolsó jelentés Annáról (2009)
- Közel (2010)
- A nagy füzet (2013)

## Díjai
- Balázs Béla-díj (1989)
- A filmszemle díja (2002, 2007)